# Фадеевка (Алтайский край)
Фадеевка — исчезнувший посёлок в Благовещенском районе Алтайского края. Располагался на территории современного Шимолинского сельсовета. Исключен из учётных данных в 1982 году.

## География
Располагался в 3,5 км к востоку от посёлка Мельниковка.

## История
Основан в 1912 году. В 1928 году посёлок Фадеевский состоял из 77 хозяйств. В составе Екатериновского сельсовета Знаменского района Славгородского округа Сибирского края.

## Население
В 1926 году в посёлке проживало 389 человек (199 мужчин и 190 женщин), основное население — украинцы